# Fekete dió
A fekete dió (Juglans nigra) a diófafélék (Juglandaceae) családjának dió (Juglans) nemzetségébe tartozó növényfaj. Észak-Amerika keleti részén, főként folyók mentén közönséges faj, másutt széles körben termesztik. Termése a közönséges dióhoz hasonló, de belső része kisebb, héja jóval keményebb, így elsősorban nem termése, hanem értékes faanyaga miatt termesztik.

## Jellemzői
Lombhullató, egylaki fa. Magassága tipikusan 30-40 méter, kedvező feltételek mellett 50 méter is lehet. Koronája széles, általában felfelé törekvő, szabályos, zárt. Törzse vastag és egyenes. Az ágak általában magasan indulnak ki a törzsből, igen erősek, egyenletes koszorúformát alkotnak. A fiatal fák kérge szürke vagy sötétbarna, később sötétbarna vagy szinte fekete lesz, mélyen bordázódik, töredezik, közelről rombusz alakú lapok figyelhetők meg rajta. A vastag fiatal hajtásokon – a közönséges dióval ellentétben – finom bársonyos szőrzet található. A rügyek halványbarnák, hegyes csúcsúak, redős rügypikkelyekkel. A vessző metszete rekeszes.
A páratlanul szárnyalt levelek szórt levélállásúak, 30–50 cm hosszúak. Az összetett levelet 15-23 levélke alkotja, ezek 6–10 cm hosszúak, 2–3 cm szélesek, megnyúlt tojásdadok, hegyes csúcsúak, fogazott szélűek. A levélkék színe kopasz, fonákján az erek mirigyszőrösek, rövid nyélen vagy szinte az ágon ülnek, egymás alatt átellenesen. A legnagyobb levélkék középen találhatók.
Május-június táján virágzik. A porzós virágok az előző évi hajtásokon csüngenek vastag, hengeres barkákban 2-5-ösével. A termős virágok általában 5-ösével helyezkednek el az ágak csúcsain, zöld színűek, jelentéktelenek.
A termés csonthéjashoz hasonló zárt kupacsú makk, amit diótermésnek is neveznek. Hossza 3–5 cm, gömbölyű vagy enyhén megnyúlt, világosbarna, a terméshéj élénkzöld, sima. A burok éréskor nem repedezik fel, hanem rászárad a termésre. A csonthéjban ráncos, húsos, kétfelé váló, dús olajtartalmú magot találunk. A fekete diót világszerte fogyasztják, gazdag, erőteljes ízűek, és a legmagasabb fehérjetartalmúak a fán termő diófélék közül. Emellett rengeteg A-vitamint, vasat, ásványi anyagot és rostot tartalmaznak.
|  |  |  |  |

## Felhasználása
Termését keményebb héja miatt kevésbé elterjedten fogyasztják, mint a közönséges dióét. Fáját szép színe és rajzolata miatt nagyra becsülik, többnyire furnérozásra használják.
A gyógyászatban teáját (egy maroknyit egy liter vízzel főzve) főleg vértisztítónak és emésztés elősegítésére használják. Ez utóbbi az oka, hogy bőrkiütések esetén is isszák. Burkát gyomor- és bélhurutnál, de főleg barna hajolajak gyártásánál használták. Íze érdekes, kissé kesernyés.
A növényt világszerte fogyasztják, de juglon tartalma miatt Magyarországon a "teljes növény" fogyasztásra alkalmatlannak lett minősítve és szerepel az OGYÉI tiltólistáján is. A juglon terápiás potenciálját tudományos kísérletek vizsgálják és például a rákos megbetegedések gyógyításában is fellelhetők pozitív hatásai. A fekete dió és az abban található juglon sejtkárosító hatásairól, annak mértékéről és minőségéről nincs tudományos konszenzus, ugyanakkor - ellentétben Magyarországgal - az Egyesült Államokban a dió termését jellegzetes és kívánatos ízéért hosszú ideje termesztik és az élelmiszer-kereskedelemben számos formában megvásárolható (termésként fogyasztásra és gyógynövénykivonatként egyaránt). Egyes tanulmányok szerint a juglon reaktív oxigénfajokat termelhet, amelyek olyan instabil molekulák, amelyek a szervezetre károsak lehetnek, más tanulmányok alapján pedig a juglon antioxidánsként is működhet, elpusztítva a rákos sejteket.

## Fordítás
- Ez a szócikk részben vagy egészben a Juglans nigra című angol Wikipédia-szócikk ezen változatának fordításán alapul.  Az eredeti cikk szerkesztőit annak laptörténete sorolja fel. Ez a jelzés csupán a megfogalmazás eredetét és a szerzői jogokat jelzi, nem szolgál a cikkben szereplő információk forrásmegjelöléseként.